# ثالوث فيرخوف

ثلاثي فيرشو

يصف ثالوث فيرشوف أو ثالوث فيرخوف (بالإنجليزية: Virchow's triad) أو مثلث فيرشوف وهوَ يُعبر عن العوامل الثلاثة التي تسهم في تخثر الدم.
- فرط التخثر
- التغيرات الدورة الدموية (ركود، الاضطراب)
- إصابة البطانة الغشائية / خلل وظيفي

سميت تيمنا بالطبيب الألماني البارز رودولف فيرشو (1821-1902)، وبالرغم من ذلك لم يقترح فيرشو العناصر التي يتضمنها هذا الثلاثي، ولم يصف الالية التي تسبب التخثر الوريدي. في الواقع، تم التوصل الي الية تخثر الدم بعد عقود من وفاة فيرشو، وهو نتيجة التغير في تدفق الدم، وإصابة الأغشية المبطنة للاوعية الدموية، والتغير في مكونات الدم. فبعد الفهم الحديث للعوامل المسببة للتخثر، وجد أنه يشبه الوصف الذي قدمه فيرشو. وبقى ثلاثي فيرشو مفهوما مفيدا للأطباء وعلماء الأمراض لفهم العوامل المساهمة في تكوين الجلطات في الدم.

## الثلاثي
يتكون الثلاثي من ثلاث عناصر:
| فيرشو                                            | الحديثة                                    | ملاحظات |
| ------------------------------------------------ | ------------------------------------------ | --- |
| ظاهرة انقطاع تدفق الدم                           | ركود الدم                                  | الفئة الأولى هي التغير في التدفق الطبيعي للدم وذلك في عدة مواقف منها الركود الوريدي، والعمليات الجراحية الطويلة، وعدم الحركة لمدة طويلة (كما هو الحال أثناء ركوب الطائرة والسيارة لمدة طويلة، وأثناء الإقامة الطويلة في المشفى)، ودوالي الأوردة.وقد تمت المعادلة بين نسخة فيرشو ونسخة الفئة الحديثة. |
| ظاهرة تهيج الأوعية الدموية والمناطق المجاورة لها | إصابة الوعاء البطاني وجدار الاوعية الدموية | الفئة الثانية، الإصابة أو الأذى في الغشاء البطاني للأوعية الدموية وتشمل ثقب الأوعية الدموية، والأضرار الناتجة من ارتفاع ضغط الدم. وتحكم هذه الفئة الظواهر السطحية والاتصال مع اسطح التخثر مثل البكتيريا وبقايا الاجسام الغريبة والأجهزة الحيوية والطبية المزروعة، واغشية الصفائح الدموية النشطة، وغشاء الخلايا الأحادية في الإلتهابات المزمنه                                                                                       |
| ظاهرة تخثر الدم                                  | فرط التخثر                                 | الفئة الأخيرة، التغير في مكونات الدم .تسببها الكثير من عوامل الخطر مثل: متلازمة فرط اللزوجة، طفرة ليدين في عامل التجلط الخامس، وونقص مضاد الثرومبين الثالث، وبروتين c أو نقص بروتين s، المتلازمة الكلوية، والتغيرات بعد الاصابات الشديدة والحروق والسرطانات، وأواخر الحمل والولادة، والعرق، والتقدم في السن، وسائل منع الحمل الهرمونية، والتدخين، والسمنة. كل هذه العوامل يمكن أن تسبب ما يسمى بفرط التخثر (من السهل جدا تخثر الدم) |

## تاريخ
إن ثلاثي فيرشو له أهمية تاريخية وكان عرضة للتفسير لسنوات عديدة. فلقد وصف كلا من فيرشو والثلاثية الحديثة تفسير تكون الجلطة، فوصفه ثلاثي فيرشو بانها «نتيجة تجلط الدم»، أما الثلاثية الحديثة بأنه «أسباب تجلط الدم».
وقد أوضح رودولف فيرشو مسببات الانصمام الرئوي، حيث تتكون الجلطة في الاوردة وخاصة الاوردة الطرفية، ثم تزاح وتهاجر الي الاوعية الدموية الرئوية، ثم نشر وصفه في عام 1856. في تفاصيل الفزيولوجيا مرضية المحيطة بالانصمام الرئوي، وأشار إلى العديد من العوامل المعروفة التي تسببت في التخثر الوريدي والتي تم نشرها من قبل آخرين. فالاسباب غير واضحة وراء تسميتها باسم ثلاثي فيرشو في نهاية المطاف. ظهرت هذه التسمية بعد عدة سنوات من وفاته بفترة طويلة. وكان أول ظهور للتسمية في أوائل الخمسينيات.
بالرغم من أن مفهوم الثلاثي يعزى إلى فيرشو إلا أنه لم يتضمن إصابة الغشاء المبطن للاوعية الدموية في وصفه. وقد عزي هذاإلى نزاع بين فيرشو مع جان كروفيلهير، الذي اعتبر البداية الأولية في تطوير تخثر الشريان الرئوي.

## أنظر أيضا
- خثرة البطين الأيسر